# Irisdruck
Der Irisdruck ist ein spezielles Effektdruckverfahren, das sowohl im Flachdruck, im Hochdruck und im Siebdruck angewendet werden kann und bei dem die Oszillation der Verreibewalzen abgeschaltet wird. In kurzen gleichmäßigen Abständen werden beispielsweise die drei Grundfarben Yellow, Magenta und Cyan Stoß an Stoß auf die Farbauftragswalzen manuell aufgetragen. So werden mehrere Farben mit ineinanderlaufenden Farbrändern in einem Druckvorgang gedruckt. 
Im Sicherheitsdruck wird auf diese Weise das Motiv einer Druckplatte (beispielsweise eine Guilloche) mehrfarbig eingefärbt, wobei die Verreibung auf ein möglichst geringes Maß eingestellt wird. Die feinen Linien der Guilloche zeigen dann einen Verlauf der eingesetzten Farben (Beispiele: Banknoten, Visa, Personaldokumente).
Im Offsetdruck entsteht durch das langsame Vermischen der Grundfarben ein Sujet, das alle Farben ineinander verlaufend wiedergibt.
Dieser Effekt steigert sich von Druckbogen zu Druckbogen, bis alle Farben ineinander vermischt sind. Danach kann der Prozess nur neu beginnen, wenn die Walzen gewaschen werden und die Farbe wieder neu aufgetragen wird.
Jeder Druckbogen ist anders und unterscheidet sich vom nächsten durch seine individuelle Farbverlaufsstruktur.
Im Siebdruck wird die Farbe in „Klecksen“ auf das Druckgewebe gegeben. Durch das permanente Flut- und Druckrakeln vermischen sich die Farben in der Flutwelle vor der Stahlrakel und erzielen den gleichen Verlaufeffekt wie beim Offsetdruck.
Um den gewünschten Effekt zu erreichen, sind lasierende Druckfarben nötig.